# 더 게임 (1997년 영화)
《더 게임》(영어: The Game)은 1997년에 개봉한 미국의 미스터리 스릴러 영화이다. 데이비드 핀처가 연출하고, 마이클 더글러스, 숀 펜 등이 출연하였다.
평단으로부터 대체로 긍정 평가를 받았으며 컬트 팬층이 형성되었다.

## 줄거리
성공한 샌프란시스코 투자 은행가 니컬러스 "닉"은 사이가 소원한 동생 콘래드로부터 실제 삶에서 실시간으로 진행되는 특별한 "게임"을 생일 선물로 받게 된다. 닉의 개인 삶을 파고드는 이 게임은 처음에는 무해하게 시작하지만 곧 닉의 생명을 위협하는 공포로 다가오게 된다.  

## 출연
- 마이클 더글러스 - 니컬러스 "닉/니키" 밴오턴 역
- 숀 펜 - 콘래드 "코니" 밴오턴 역
- 데버라 케라 엉거 - 크리스틴 / 클레어 역
- 제임스 레브혼 - 짐 파인골드 역
- 피터 도냇 - 새뮤얼 서덜랜드 역
- 캐럴 베이커 - 일사 역
- 아르민 뮐러슈탈 - 앤슨 베어 역
- 찰스 마티네이 - 니컬러스의 아빠 역
- 마크 분 주니어 - 사립탐정 역
- 토미 플래너건 - 변호사 / 택시 운전수 역
- 스파이크 존즈 - 닉이 에어백 위에 떨어진 뒤 돌봐주는 응급 구조 요원 벨트랜 역
- 린다 맨즈 - 에이미 역
- 대니얼 쇼어 - 본인 역

## 기타 제작진
- 공동 제작: 존 D. 브란카토, 마이클 페리스
- 미술: 제프리 비크로프트
- 의상: 마이클 캐플런

## 우리말 녹음
KBS 성우진 (2003년 2월 1일)
- 양지운 - 니컬러스(마이클 더글러스)
- 오인성 - 콘래드(숀 펜)
- 김상현 - 크리스틴(데버라 케라 엉거)
- 최흘
- 이완호
- 이윤선
- 차명화
- 김순영
- 성완경
- 류다무현

## 같이 보기
- 대체 현실 게임
- 시뮬라크르
- 반전